# Artabotrys cagayensis
Artabotrys cagayensis este o specie de plante angiosperme din genul Artabotrys, familia Annonaceae, descrisă de Elmer Drew Merrill. Conform Catalogue of Life specia Artabotrys cagayensis nu are subspecii cunoscute.